# 藤田辰三
藤田 辰三（ふじた たつぞう、1908年5月19日 - 没年不明）は、日本の陸上競技（ハードル）選手。東京文理科大学在学中の1932年、ロサンゼルスオリンピックに110メートルハードルで出場した。

## 経歴
旧制津山中学校（現在の岡山県立津山中学校・高等学校）出身。
1932年（昭和7年）、東京高等師範学校体育科を卒業。1932年5月14日の日本学生陸上競技対校選手権大会の110メートルハードルで15秒0の記録（日本記録、同時に日本学生記録）を出し、同年6月22日の五輪選手送別大会でもこれと並ぶ記録を出した。
1932年ロサンゼルスオリンピックで男子110メートルハードルに出場した。準決勝敗退。